# 열차 보호 및 경보 시스템
열차 보호 및 경보 시스템(Train Protection & Warning System, TPWS)은 영국의 여객 철도 본선망 전역과 호주 빅토리아 주에서 사용되는 열차 보호 시스템이다.
영국 철도 안전 및 표준 위원회(UK Rail Safety and Standards Board) 에 따르면, TPWS의 목적은 열차가 신호를 무단으로 통과하거나, 신호를 너무 빠르게 접근하거나, 허용 속도 감소 구간을 너무 빠르게 접근하거나, 버퍼 스톱을 너무 빠르게 접근하는 상황에 있을 때, TPWS 선로 장비가 설치된 곳에서 자동으로 제동을 시작하여 열차를 정지 시키는 것이다.TPWS는 신호 무시(SPAD)를 방지하기 위해 설계된 시스템은 아니며, 신호 무시가 발생한 열차가 신호 이후의 충돌 지점에 도달하는 것을 방지함으로써 SPAD의 결과를 완화하는 데 목적이 있다.
표준 설비는 신호에 인접한 선로상 송신기로 구성되며, 신호가 위험에 처하면 활성화된다.신호를 통과한 열차는 비상 제동이 활성화 된다.열차가 속도를 내고 있는 경우, 충돌 지점에 도달하기 전에 정지하기에는 너무 늦을 수 있으므로, 신호에 접근하는 열차가 신호에서 멈추기에 너무 빠른 속도로 다가오는 경우 제동을 가하는 두 번째 송신기를 신호 접근 지점에 설치할 수 있다. 이 송신기는 시속 120km(시속 75마일)까지 접근하는 열차를 멈추도록 배치된다.
약 400개의 고위험 지역에 TPWS+가 설치되어 있으며, 신호 뒤쪽에 세 번째 송신기가 추가로 설치되어 효과적으로 시속 160km(시속 100마일)까지 접근하는 열차를 멈출 수 있다.더블 블로킹(두 개의 빨간 신호가 연속으로 나타나는 경우 등) 과 같은 신호 제어 장치와 함께 설치될 경우, TPWS는 현실적인 속도에서 전방위적으로 효과적으로 작동할 수 있다.
TPWS는 유사한 작업을 전자기계 기술을 사용하여 수행하는 열차 정지 장치와 동일하지 않다. 열차 정지 장치를 사용한 버퍼 스톱 보호는 '무어게이트 보호(Moorgate protection)' 또는 '무어게이트 제어(Moorgate control)'로 알려져 있다.

## 역사
TPWS는 1994년 영국 철도의 자동 열차 보호 시스템(ATP)이 경제적이지 없다고 판단된 이후 영국 철도와 그 후속 회사인 레일트랙에서 개발되었다. ATP 시스템은 설치 비용이 6억 파운드(2019년 기준 약 9억 7,943만 파운드)에 달한 반면, 생명당 가치가 300만~400만 파운드(2019년 기준 약 4,897,160~6,529,546파운드)로 평가되었으며, 연간 평균 구할 수 있는 생명 수는 2.9명으로 추산되었다.
선로 측 및 차량 탑재 장비의 시험 설치는 1997년에 이루어졌으며, 이후 2년 동안 시험과 개발이 계속되었다.
2003년에 1999년 철도 안정 규정(Railway Safety Regulations 1999)이 발효되면서 여러 유형의 장소에 열차 정지 장치 설치가 의무화되었고, 이에 따라 TPWS의 도입이 가속화되었다. 그러나 2001년 3월에 발표된 열차 보호 시스템에 대한 공동 조사 보고서에는 TPWS에 여러 한계가 있다는 점을 지적했으며, TPWS가 ATP 및 ERTMS의 광범위한 도입 이전까지 비교적 저렴한 임시 대안이 될 수는 있지만, 훨씬 더 높은 성능을 가진 유럽 열차 제어 시스템의 설치를 방해해서는 안 된다고 밝혔다.

## 작동 원리

### 개요
전자 루프 한 쌍이 신호기의 접근 방향으로 50~450m 지점에 설치되며, 신호기가 정지(Danger)일 때 활성화된다. 두 루프 사이의 거리는 차량 내 장비가 비상 제동을 작동시키는 최소 속도를 결정한다. 열차의 TPWS 수신기가 첫 번째 루프를 통과하면 타이머가 작동을 시작한다. 타이머가 0에 도달하기 전에 두 번째 루프를 통과하면 TPWS가 작동한다. 선로의 제한 속도가 높을수록 두 루프 사이의 간격도 더 넓어진다.
신호기 바로 앞에도 또 다른 전자 루프 한 쌍이 있으며, 이 역시 신호기가 정지 상태(Danger)일 따 활성화된다. 이 루프들은 종단간으로 이어져 있어, 열차가 속도와 관계없이 정지 신호(Danger)를 통과하려 할 경우 제동을 작동시킨다.

### 선로 설치 장비

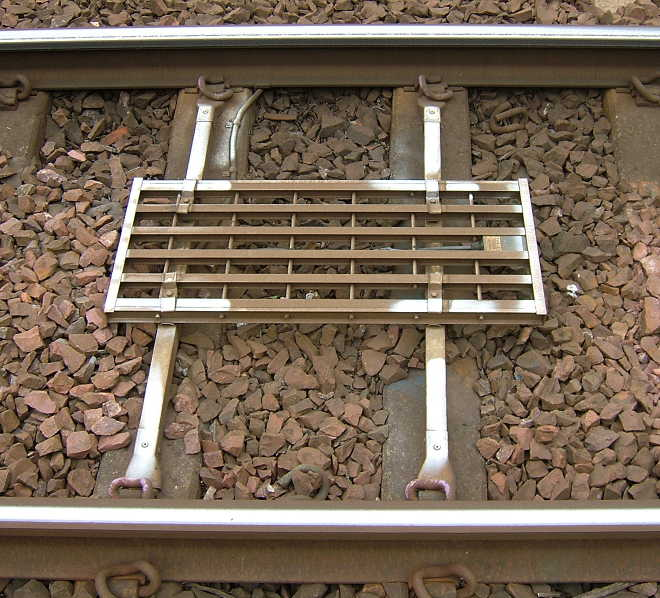
과속 금지 시스템(OSS)을 구성하는 한 쌍의 루프 중 하나인 TPWS 송신 루프("그리드")

표준 설치에는 두 쌍의 루프가 있으며, 흔히 "그리드" 또는 "토스트 랙"이라고 불린다. 두 쌍 모두 '준비' 루프와 '트리거' 루프로 구성된다. 신호기가 정지 상태(Danger)일 경우 루프들이 활성화된다. 신호기가 진행 신호(Clear)일 경우, 루프들은 비활성화된다.
첫 번째 쌍인 과속 감지 시스템(Overspeed Sensor System, OSS)은 선로 속도와 경사에 의해 결정된 위치에 설치된다. 루프들은 미리 정해진 약 1초의 시간 이내에 열차가 신호에 접근할 때 안전한 속도로 통과되지 않아야 하는 거리만큼 떨어져 있다. 정확한 시간은 승객 열차의 경우 974밀리초, 화물 열차의 경우 1218밀리초로, 이는 열차에 장착된 장비에 의해 결정된다. 화물 열차는 제동 특성이 다르기 때문에 1.25배 더 긴 시간을 사용한다.
첫 번째 '준비' 루프는 64.25kHz의 주파수를 방출한다. 두 번째 '트리거' 루프는 65.25kHz의 주파수를 가진다.
다른 한 쌍의 루프는 신호기에서 서로 맞닿아 있으며, 열차 정지 시스템(Train Stop System, TSS)이라고 불린다. '준비' 루프와 '트리거' 루프는 각각 66.25kHz와 65.25kHz에서 작동한다. 열차에 장착된 장비가 준비 주파수만을 감지한 후 두 주파수를 모두 감지하면 제동이 적용된다. 따라서, 활성화된 TSS는 어떤 속도에서도 효과적이지만, 열차가 올바른 방향으로 통과할 경우에만 적동한다. 열차가 고장 등으로 인해 신호를 통과해야 할 경우가 있기 때문에, 운전자는 TSS를 무효화할 수 있지만, OSS는 무효화할 수 없다.
본 신호에 부속된 보조 신호가 입환 운전을 위해 개방되면, TSS 루프는 비활성화되지만 OSS 루프는 여전히 작동 상태로 남아 있다.
단일 선로에서 양방향으로 열차를 운행하는 경우, 서로 다른 신호에 연결된 OSS의 준비 루프와 트리거 루프 사이를 열차가 지나가면서 불필요한 TPWS 개입이 발생할 수 있다. 이러한 상황에 대비하기 위해 한 신호를 '정방향'으로 지정하고, 'ND(정방향)' 장비를 설치한다 다른 신호는 '역방향'으로 지정되고, 'OD(역방향)' 장비가 설치된다 역방향 TPWS 송신 주파수는 약간 다르며, OSS 준비 루프는 64.75kHz, TSS 준비 루프는 66.75kHz, 공용 트리거 루프는 65.75kHz로 작동한다.

### 현장 장비
선로변에는 각 루프 세트마다 두 개의 모듈이 설치되어 있다. 하나는 신호 인터페이스 모듈(SIM)이고, 다른 하나는 OSS 또는 TSS 모듈이다. 이 모듈들은 루프에 필요한 주파수를 생성하며, 루프가 정상 작동 중인지 확인한다. 또한 이들은 신호 시스템과 연동된다.
SIM 모듈은 빨간색으로 구분된다.
ND TSS 모듈은 초록색으로 구분된다.
OD TSS 모듈은 갈색으로 구분된다.
ND OSS 모듈은 노란색으로 구분된다.
OD OSS 모듈은 파란색으로 구분된다.

### 열차 탑재 장비
모든 동력 차량에는 다음 장비들이 장착되어 있다:
- TPWS 수신기
- TPWS 제어 패널 (표준형 또는 향상형)
- AWS/TPWS 확인 버튼
- TPWS 임시 차단 스위치
- AWS/TPWS 완전 차단 스위치

루프가 활성화되어 있을 경우, 열차 하부에 장착된 안테나가 무선 주파수 신호를 수신하고 이를 수신기로 전달한다. 수신기는 '준비 루프'와 '트리거 루프' 사이를 통과하는 데 걸리는 시간을 측정한다. 이 시간은 열차 속도를 판단하는 데 사용되며, TPWS의 ‘설정 속도’를 초과한 경우 비상 제동이 자동으로 작동된다. 열차가 TPWS 설정 속도보다 느리게 주행하고 있다가 정지 신호(Danger)를 통과하게 되면, 안테나는 활성화된 정지 시스템(TSS) 루프에서 신호를 수신하여 열차를 오버랩(overlap) 내에서 정지시키기 위해 제동을 작동시킨다. 복수 차량 편성 열차는 각 끝단에 안테나가 있으며, 단일 차량으로 운행 가능한 차량(단일 동력차나 기관차)은 한 개의 안테나만 가지고 있다. 이 안테나는 열차가 주행 중인 방향에 따라 앞쪽 또는 뒤쪽에 위치하게 된다.

### 운전실 장비

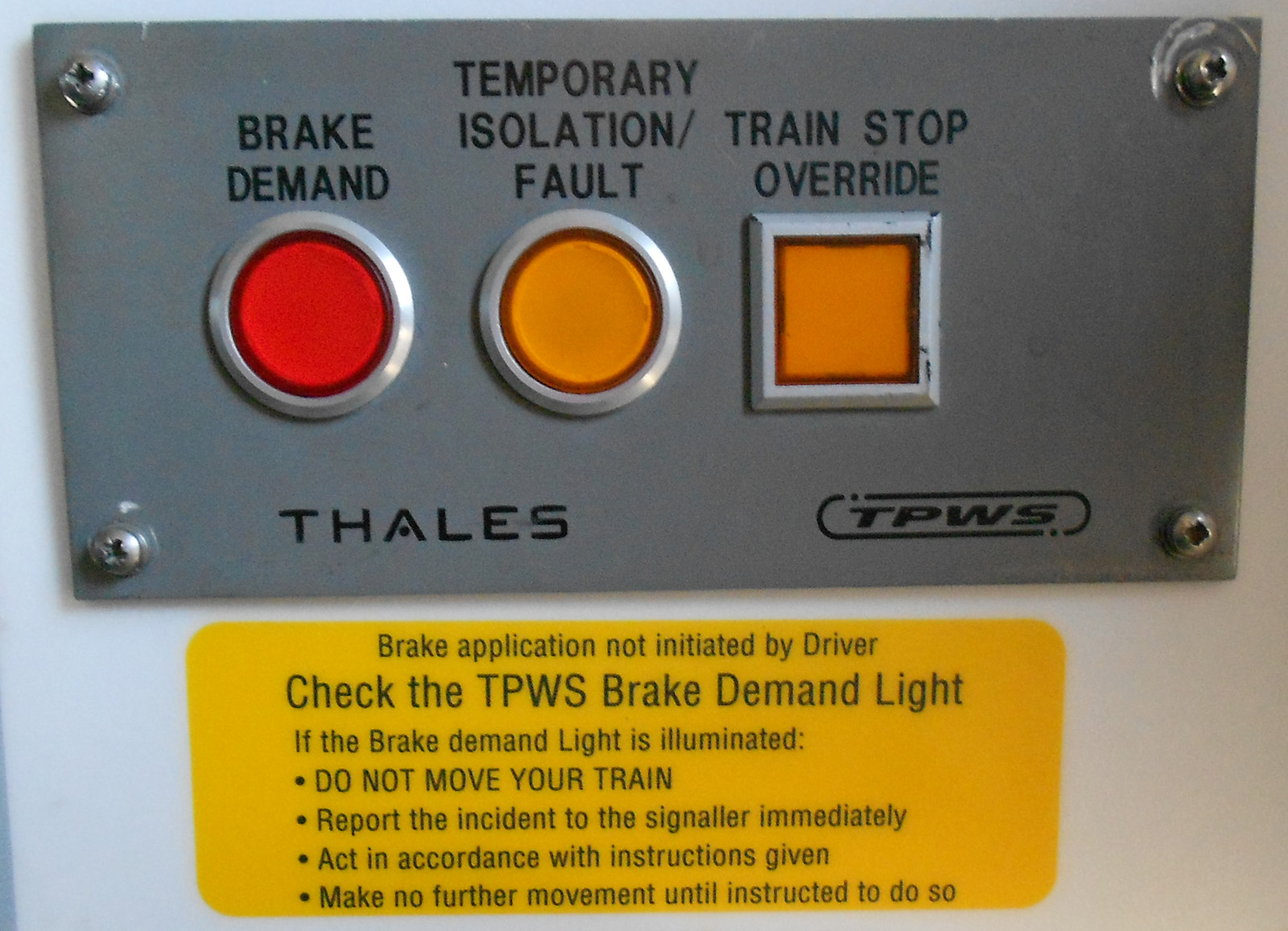
운전실의 '표준형' TPWS 패널

모든 운전실에는 운전자가 자신의 자리에서 볼 수 있는 위치에 TPWS 제어 패널이 있다. 패널에는 두 가지 유형이 있다. 원래의 '표준형' 과 더 최근에 나온 '향상형' 버전으로, 향상형 버전은 SPAD, 과속 또는 AWS로 인한 제동 요구를 별도로 표시해준다.
표준형은 두 개의 원형 표시등과 하나의 사각형 푸시 버튼으로 구성된다.
"Train Stop Override"라고 표시된 푸시 스위치는 신호를 무단으로 통과할 때 사용된다. 이 스위치는 TPWS TSS 루프를 약 20초(일반적으로 승객 열차의 경우) 또는 60초(일반적으로 가속이 느린 화물 열차의 경우) 동안 무시하거나, 루프가 통과될 때까지 작동한다. 이 시간 중 더 짧은 시간이 경과하면 자동으로 작동이 종료된다.
AWS 시스템과 TPWS 시스템은 상호 연결되어 있으며, 이 시스템 중 어느 하나가 제동을 작동시킨 경우 "Brake Demand" 표시등이 깜박인다.
"Temporary Isolation/Fault" 표시등은 TPWS 시스템에 결함이 있을 경우 깜박이거나, "Temporary Isolation Switch"가 활성화된 경우 지속적으로 점등된다.
또한, 운전자의 책상에서 손이 닿지 않는 위치에 별도의 TPWS 임시 격리 스위치가 있다. 이 스위치는 운전자가 여러 신호를 신호사의 권한 하에 정지 신호에서 통과해야 하는 임시 블록 작업과 같은 열차가 저하된 조건에서 운행될 때 조작한다. TPWS를 일시적으로 격리하는 것은 AWS에는 영향을 미치지 않는다. 운전자는 정상적인 운행이 재개되는 지점에서 즉시 TPWS를 복구해야 한다. 안전 기능으로, 이를 잊을 경우 운전자의 책상이 종료된 후 다시 열릴 때 TPWS가 자동으로 복구된다.

### TPWS의 차량기지 직원 안전 활용
차량기지 직원 보호 시스템에서 탈선 장치 대신 TPWS를 사용하는 대안이 있다. 이 장비는 TPWS 장비를 이용하여 무단 이동으로부터 직원을 보호한다. 예기치 않은 이동이 발생하면, 열차가 해당 신호를 통과하면서 자동으로 정차하게 된다. 이는 탈선 장치가 초래할 수 있는 인프라 및 견인·조차 차량에 대한 손상을 방지하는 추가적인 장점이 있다. 이러한 시스템의 최초 설치 사례는 일포드 차량기지에서 이루어졌다. TPWS 장비를 갖춘 차량기지 보호 시스템은 차량이 선두 운전석에서 정비 건물로 들어오고 나가는 위치에서만 적합하다. 이는 승객 차량이나 화물 차량의 정비에 사용되며, 조차 기관차에 의해 차량이 이동되는 경우(이 경우 선두 차량은 관련된 TPWS 안전 장비가 장착되지 않음)에는 적합하지 않다. 또한, 보호된 작업 구역으로 달려오는 탈선 차량을 방지하지 못한다.

### 변형
일부 신호에는 여러 개의 OSS가 설치될 수 있다. 또는 보통 선로 속도가 낮기 때문에 OSS가 설치되지 않을 수도 있다. 그 예로는 터미널 역 플랫폼 출발 신호기가 있다. OSS는 자체적으로 영구 속도 제한이나 버퍼 스톱을 보호하는 데 사용될 수 있다. 루프는 표준이지만, 버퍼 스톱에는 매우 낮은 접근 속도(일반적으로 10 mph) 때문에 '미니 루프'가 장착될 수 있다. TPWS가 처음에 표준 루프를 사용하여 버퍼 스톱에 설치되었을 때, 루프를 지나면서 너무 느리게 지나가면 트레인 리시버가 온보드 타이머가 사이클을 완료한 후에도 여전히 감지되어 많은 경우 잘못된 개입이 발생하고, 이로 인해 지연이 발생하며, 기차가 역 구간을 막을 위험이 있었다. 또한, 승객들이 하차하려고 할 때 갑작스러운 제동으로 인해 승객들이 넘어질 위험이 있었다. 이 문제는 열차가 준비 루프를 지나갈 때 너무 천천히 지나가서 열차의 리시버가 타이머 사이클을 완료한 후에도 계속 감지되었기 때문이었다. 타이머는 재설정되어 다시 타이밍을 시작하고, 트리거 루프가 이 두 번째 타이밍 사이클 내에서 감지되면 잘못된 개입이 발생하게 된다. 임시 해결책으로, 운전자는 버퍼 스톱 OSS를 5 mph로 통과하라는 지시를 받았고, 이로 인해 문제가 해결되었지만, 그 대신 열차는 정상적인 정차 지점에 도달할 수 없었고, 운전자가 OSS 바로 근처에서 동력을 적용해야 했다. 이로 인해 버퍼 스톱 충돌이 TPWS가 설치되기 전보다 더 발생할 가능성이 커졌다고 할 수 있다. 새로 설계된 '미니 루프'는 표준 루프의 약 삼분의 일이 길이로, 이 문제를 해결하지만, 여전히 낮은 속도와 작은 여유 때문에 버퍼 스톱 OSS는 TPWS가 작동하는 주요 원인 중 하나이다.
영국에서 최근 적용된 사례에서는, 고급 SPAD 보호 기술과 함께 TPWS를 사용하여 교차점이 서로 만나는 구간에 적용된 외부 홈 신호를 통해 더 높은 평균 위험을 지닌 구간에서 열차의 속도를 제어하는 방식으로 사용되고 있다. 이 시스템은 교차점 뒤에 있는 추가 신호 구간에서 열차의 속도를 제어하며, 만약 이 시스템이 실패하면 결과적으로 TPWS가 제동을 걸어 열차가 충돌 지점에 도달하기 전에 멈추게 된다. 이 시스템은 TPWS OS (Outer Signal)로 불린다.

## 한계점

### 속도
표준형 TPWS 설치는 기차가 정지 신호(Danger)를 지나기 전에 정지시킬 수만 있으며, 최고 속도는 시속 74마일(119km/h)이다. 2001년에는 영국 철도의 약 1/3이 시속 75마일(121km/h) 이상의 속도를 허용한다는 것이 관찰되었다. 또한, 이는 기차의 브레이크가 12%g의 제동력을 제공할 수 있다는 가정을 전제로 한다.  여러 종류의 기차들, 특히 HST(High-Speed Train)는 최고 속도가 시속 125마일(201km/h)에도 불구하고 이를 달성할 수 없었다. 반면, TPWS-A는 시속 100마일(160km/h)까지 기차를 정지시킬 수 있었다.

### 허가를 받은 위험 신호(Danger) 통과
TPWS는 기차가 허가를 받고 위험 신호를 통과한 후 속도를 조절할 능력이 없다. 그러나 그런 경우에는 운전자의 행동, 기차 속도, 그리고 TPWS 사용에 대해 엄격한 규칙이 적용된다.
운전자가 허가를 받고 위험 신호를 통과해야 하는 이유는 여러 가지가 있다. 신호수는 운전사에게 위험 신호를 통과하되 주의 깊게 진행하고, 장애물 앞에서 정지할 준비를 하며, 이후 모든 다른 신호를 따르도록 지시한다. 이동하기 직전에, 운전자는 TPWS 패널의 "Trainstop Override" 버튼을 눌러 기차가 신호를 통과할 때 TPWS가 제동을 작동시키지 않도록 한다.
운전자는 그 다음, 자신이 볼 수 있는 범위 내에서 정지할 수 있는 속도로 진행해야 한다. 다음 신호까지 구간이 진행(Clear)으로 보인다고 해도, 여전히 주의해야 한다.

### 선로 상태
TPWS는 2021년 살리스버리 열차 사고를 예방하지 못했다. 기차가 완전한 비상 제동을 했지만, 미끄러운 상태에서 바퀴가 미끄러지면서 기차가 충돌 지점에 도달하기 전에 정지되지 않았기 때문이다. (ATP 시스템 역시 이 상황을 막지 못했을 것이다.)

### 다른 안전 시스템과 비교
Ladbroke Grove와 Southhall 열차 사고의 피해자들을 대변하는 비판자들과 ASLEF 및 RMT 철도 노조는 1990년대 후반에 TPWS의 폐지를 주장하며, 대신 British Rail의 ATP 프로젝트를 계속 진행할 것을 촉구했다.
2000년 연구 영국 철도망의 자동 열차 보호에서는 TPWS가 "ATP로 예방할 수 있는 사고를 피하는 측면에서 약 70%의 효과가 있다"고 언급하며, 속도 제한 문제를 강조했다. 이 연구는 TPWS가 10~15년 정도의 단기적인 해결책으로는 적합하다고 결론지었지만, 유럽 열차 제어 시스템이 장기적인 해결책임을 강조했다.
특히, TPWS와 AWS의 결합은 운전자가 브레이크를 적용하지 않고 AWS 경고를 반복적으로 취소하며 고속으로 위험 신호를 통과한 사고인 Purley 사고와 같은 경우에는 가장 효과적이지 않다. Purley 사고는 1980년대 후반의 여러 고위험 SPAD 사고 중 하나였으며, 이로 인해 1990년대 초 ATP의 대규모 도입 계획이 세워졌으나 1994년에 취소되고 대신 TPWS로 대체되었다.
TPWS의 지지자들은 SPAD로 인한 사고를 예방할 수 없더라도, 기차의 속도를 줄여 사고의 영향을 줄이고 사망자를 감소시키거나 없앨 수 있을 것이라고 주장한다. 그러나 이러한 경우에는 운전자가 속도 초과 센서가 작동하기 훨씬 전에 비상 제동을 적용했을 가능성이 높다.
TPWS 설치 이후 ATP가 대신 설치되었더라면 예방되었을 사고로 인한 사망자가 매우 적다는 점이 언급되었지만, 이는 ATP를 취소하고 TPWS로 교체하기로 한 결정과 TPWS 실제 도입 사이의 지연 기간 동안 Ladbroke Grove와 Southall 열차 사고가 발생했다는 사실을 간과한 것이다. 이 두 사고는 ATP로 예방할 수 있었고, 모두 90년대 초 ATP가 시범 연구의 일환으로 설치된 그레이트 웨스턴 선에서 발생했다.

## 사용 중인 지역
TPWS 시스템은 다음 지역에서 사용되고 있다:
- 영국: AWS 자석과 짧은 오버랩 구간과 함께 사용
- 호주 빅토리아 주: AWS 자석 없이 전 구간 오버랩과 함께 사용

1996년부터는 TPWS의 구형 버전인 보조 경보 시스템(Auxiliary Warning System)이 인도의 뭄바이 교외 철도 중 웨스턴 라인과 센트럴 라인에서 사용되고 있다.

## 같이 보기
- 자동 경고 시스템 - TPWS와 함께 사용되는 영국 철도가 개발한 경고 시스템
- 자동 열차 보호(영국) - 널리 적용되지 않은 객실 신호 및 열차 제어 시스템